# رايس برايس
رايس برايس (بالإنجليزية: Rice Price)‏ (3 يناير 1807 - 30 نوفمبر 1845) هو لاعب كريكت بريطاني (وحمل سابقاً جنسية المملكة المتحدة لبريطانيا العظمى وأيرلندا).